# 江旰
江旰，字季，南北朝末年官员，出自济阳江氏。
他的祖父江柔之，是萧齐尚书右丞。叔父江革，官至萧梁都官尚书。江旰在梁朝末年担任给事黄门郎，出使至淮南，被边将所擒，送到邺城。在北齐升任郑州司马，北齐设立文林馆，祖珽推荐江旰进入馆中编纂书籍，担任太尉从事中郎，转任太子家令。北齐被北周灭亡后，江旰逃还建业。在南陈官至都官尚书。